# Roswitha Schreiner
Roswitha Schreiner (* 12. März 1965 in Eschweiler) ist eine deutsche Schauspielerin.

## Leben
Nach ihrem Abitur am Französischen Gymnasium in West-Berlin nahm Schreiner Schauspielunterricht bei Erika Dannhoff und spielte gleichzeitig auf verschiedenen Theaterbühnen, wie beispielsweise am Schillertheater, am Hebbel-Theater oder am Ernst-Deutsch-Theater. 
Sie wurde vor allem als Sarah Liebling in der Fernsehserie Liebling Kreuzberg (1986–1998) und als Kriminalkommissarin Miriam Koch in den WDR-Tatort-Folgen aus Düsseldorf (1992–1997) bekannt. Außerdem wirkte sie bei Die Wicherts von nebenan und in mehreren Derrick-Episoden mit. Von März 2008 bis zum Mai 2010 spielte sie als Maike Becker eine der Hauptrollen in der Telenovela Rote Rosen. Im Jahr 2012 sah man sie und ihren Ehemann in der zehnteiligen Reality-Serie Mein Promi-Restaurant als Gründerin eines Biergartens auf Bali.
Am 4. Januar 2012 kamen ihre Zwillinge zur Welt. Schreiner lebt mit ihrem Mann, dem Sohn und der Tochter in Berlin sowie auf der Insel Bali.

## Filmografie (Auswahl)
- 1982: Wasser für die Blumen
- 1984: Alles aus Liebe (Fernsehserie, 5 Folgen)
- 1984: Ich heirate eine Familie (Fernsehserie, 1 Folge)
- 1984: So lebten sie alle Tage (Fernsehserie, 5 Folgen)
- 1986–1997: Derrick (Fernsehserie, 9 Folgen, verschiedene Rollen)
- 1986: Die Schwarzwaldklinik (Fernsehserie, 2 Folgen)
- 1986: Alles was Recht ist
- 1986: Teufels Großmutter (Fernsehserie, 6 Folgen)
- 1986–1989: Die Wicherts von nebenan (Fernsehserie, 26 Folgen)
- 1986–1998: Liebling Kreuzberg (Fernsehserie, 24 Folgen)
- 1986: Tödliche Liebe
- 1987: Wartesaal zum kleinen Glück
- 1987: Wer erschoss Boro? (TV-Dreiteiler)
- 1988: Geschichte der Kommunikation
- 1989–1998: Der Alte (Fernsehserie, 6 Folgen, verschiedene Rollen)
- 1989–1999: SOKO München (Fernsehserie, 2 Folgen, verschiedene Rollen)
- 1989: Aschenputtel
- 1990–2000: Ein Fall für zwei (Fernsehserie, 2 Folgen, verschiedene Rollen)
- 1992: Glückliche Reise – Malediven
- 1992–1997: Tatort als Miriam Koch
  - 1992: Tatort: Der Mörder und der Prinz
  - 1992: Tatort: Unversöhnlich
  - 1992: Tatort: Tod eines Wachmanns
  - 1993: Tatort: Flucht nach Miami
  - 1993: Tatort: Gefährliche Freundschaft
  - 1993: Tatort: Deserteure
  - 1994: Tatort: Mord in der Akademie
  - 1994: Tatort: Die Frau an der Straße
  - 1995: Tatort: Die schwarzen Bilder
  - 1995: Tatort: Tod eines Auktionators
  - 1995: Tatort: Herz As
  - 1996: Tatort: Der Spezialist
  - 1996: Tatort: Heilig Blut
  - 1996: Tatort: Das Mädchen mit der Puppe
  - 1997: Tatort: Brüder
- 1992: Ingolf Lücks Sketchsalat
- 1992: Regina auf den Stufen
- 1992: Tücken des Alltags
- 1993: Flash – Der Fotoreporter
- 1995: Der Richter und das Mädchen
- 1995: Inka Connection
- 1997: Leinen los für MS Königstein (Fernsehserie)
- 1997: Rendezvous
- 1998: Polizeiruf 110 – Rot ist eine schöne Farbe
- 1999: Heirate mir!
- 2000: Anke
- 2001: Jetzt bin ich dran, Liebling!
- 2001: Polizeiruf 110 – Seestück mit Mädchen
- 2001: Meine polnische Jungfrau
- 2001: Polizeiruf 110 – Die Frau des Fleischers
- 2002: Bis dass dein Tod uns scheidet
- 2002: Polizeiruf 110 – Memory
- 2003: Alles Samba
- 2003: Der kleine Mönch – Blutsbrüder
- 2004: Dicker als Wasser
- 2004: Die to Live – Das Musikill
- 2004: Mogelpackung Mann
- 2004: Schöne Männer hat man nie für sich allein
- 2005: Unter weißen Segeln – Abschiedsvorstellung
- 2005: Ewig rauschen die Gelder
- 2005: Vera – Die Frau des Sizilianers
- 2006: König der Herzen
- 2006: M.E.T.R.O. – Ein Team auf Leben und Tod
- 2006: Sieh zu, dass du Land gewinnst
- 2007: Der letzte Bissen
- 2007: Große Lügen!
- 2007: Noch ein Wort und ich heirate dich!
- 2008–2010, 2011: Rote Rosen (Fernsehserie)
- 2012: Mein Promi-Restaurant (Dokumentation)
- 2012: Mord in bester Gesellschaft – Der Tod der Sünde
- 2017: SOKO Wismar (Fernsehserie, 1 Folge)
- 2024: Kanzlei Liebling Kreuzberg